# مايكل دوليك
مايكل دوليك (بالإنجليزية: Michael Doleac)‏ مواليد 15 يونيو 1977 في سان أنطونيو، هو لاعب كرة سلة أمريكي سابق أصبح مدرباً بدأ مسيرته الاحترافية في سنة 1998. يبلغ طوله 6 قدم 11 بوصة (2.1 م). اعتزل اللعب في 2008.

## فرق لعب لها
- أورلاندو ماجيك
- كليفلاند كافالييرز
- نيويورك نيكس
- دنفر ناغتس
- ميامي هيت
- مينيسيوتا تيمبر وولفز

## روابط خارجية
- مايكل دوليك على موقع الاتحاد الدولي لكرة السلة (الإنجليزية)
- مايكل دوليك على موقع إن بي أي (الإنجليزية)
- مايكل دوليك على موقع سبورتس رفرنس (الإنجليزية)
- مايكل دوليك على موقع كرة السلة الأوروبية.كوم (الإنجليزية)
- مايكل دوليك على موقع كلية كرة السلة في سبورتس رفرنس.كوم (الإنجليزية)
- مايكل دوليك على موقع ريلجم (الإنجليزية)
- مايكل دوليك على موقع بروبوليرز (الإنجليزية)